# Riverdale (Archie Comics)
Riverdale é uma cidade fictícia onde a maioria dos personagens aparece na Archie Comics. Detalhes conflitantes sobre sua localização geográfica foram fornecidos ao longo dos anos. Na série de televisão Riverdale, está localizado perto da cidade fictícia de Greendale.

## Visão geral
Riverdale é o cenário das histórias no universo da Archie Comics. É geralmente descrita como uma cidade de tamanho médio (possivelmente um subúrbio de uma cidade maior), com todas as comodidades usuais de shopping centers, restaurantes e parques. Nas primeiras histórias dos quadrinhos da Archie, na década de 1940, identificou-se Riverdale, Nova Iorque, um bairro no Bronx. Na história em quadrinhos Jackpot Comics nº 5 (terceiro trimestre de 1942), uma história escrita por Bob Montana, seguiu a turma do Archie em uma viagem pelo rio. Um de seus painéis diz "...o bom navio 'Peter Stuyvesant' está instalado no Rio Hudson, enquanto a Riverdale High viaja a bordo para uma feliz viagem a Bear Mountain". Mais tarde, a geografia tornou-se mais vaga, com o clima e a aparência variando de uma história para outra. Foi mostrado que Riverdale tem praias, lagos, rios, desertos, terras agrícolas, bosques, montanhas, planícies, um sistema de trânsito e quatro estações distintas com mudanças no clima.
O editor da Archie Comics, John L. Goldwater, e o primeiro artista de quadrinhos da Archie, Bob Montana, diferiram da inspiração de Riverdale, e Goldwater disse que era baseado em sua cidade natal, Hiawatha, Kansas e, no seu caso, Montana disse que o ensino médio da vila era baseado em Haverhill, Massachusetts, onde, como nos quadrinhos, há uma réplica da famosa estátua de Auguste Rodin, O Pensador.
Em uma edição dos quadrinhos Archie and Jughead Digest, quando um dos leitores perguntou em uma carta: "Onde fica Riverdale?", o editor respondeu: "Riverdale é mais um estado de espírito do que um lugar físico real. Pode ser em qualquer lugar que pessoas amigáveis vivam e divirtam-se, como Archie e seus amigos. Pode ser no Centro-Oeste, ao longo da costa leste ou mesmo em uma cidade no Canadá, México ou Inglaterra."

## Riverdale High School
Riverdale High School é a instituição educacional local de Riverdale onde Archie e seus amigos frequentam a 11ª série. As cores da escola são azul e ouro, e o jornal da escola chama-se Blue and Gold. Apenas alguns funcionários da Riverdale High aparecem regularmente nos quadrinhos; incluem o diretor da escola, Mr. Weatherbee, a professora Miss Grundy, p professor de química Mr. Flutesnoot, a professora de história Miss Haggly, os professores de educação física Coach Kleats e Coach Clayton, a cozinheira Miss Beazley, o porteiro Mr. Svenson, a secretária Miss Phlips e o superintendente das escolas Mr. Hassle.
Nas cinco edições da minissérie, Faculty Funyies (junho de 1989 a maio de 1990) do escritor George Gladir e do cartunista Stan Goldberg, membros do corpo docente Mr. Weatherbee, Mr. Flutesnoot, Miss Grundy e Coach Clayton secretamente tornam-se a equipe de super-heróis do "Awesome Foursome" após um acidente de laboratório envolvendo o projeto científico de Archie. Eles perdem seus poderes depois de apagar um incêndio químico.

A série Archie at Riverdale High publicou 113 edições (agosto de 1972 a fevereiro de 1987). Seguido por Riverdale High, que durou seis números (agosto a junho de 1990). Após uma breve pausa, foi renomeado de Archie's Riverdale High e cancelada com edição nº 8 (agosto a outubro de 1991).

## Lugares notáveis
Os lugares em Riverdale, além do ensino médio, incluem:
- Chocklit Shoppe: propriedade do Pop Tate, a loja de refrigerantes é frequentada pelos jovens de adolescentes.
- Pickens Park: o parque comunitário em homenagem ao herói fictício da Guerra Civil, General Pickens.
- Mansão Lodge, a enorme e luxuosa casa da rica Veronica Lodge e seus pais.
- Famílias de outros membros da turma: incluindo a residência Andrews, Jones e Cooper.
- O laboratório de ciências de Dilton Doiley: uma instalação doméstica em que Dilton inventa e conduz experimentos.
- O estúdio de Chuck Clayton: onde ele desenha seus desenhos animados em casa.
- A praia: onde Archie e sua turma passam grande parte do tempo no verão.
- Riverdale Mall: uma fonte de compras e entretenimento, especialmente para meninas.
- Mansão Blossom: a maior e mais luxuosa casa onde mora a rica Cheryl Blossom e sua família.

## Cidades vizinhas
Algumas cidades próximas incluem Greendale e Midvale. Greendale é a casa de Sabrina Spellman, que viveu em Riverdale, mas acabou mudando-se. Os personagens que aparecem nos quadrinhos Josie and the Pussycats são de Midvale
A principal escola e rival atlético da Riverdale High School é a Central High School, localizada em outra comunidade próxima. O Alto Central parece consistir em nada mais do que indivíduos rudes. Os meninos geralmente são brutamontes e coniventes, e as meninas são geralmente ardilosas. Na maioria de seus encontros, os estudantes da Central competem usando uma conduta antidesportiva, sempre trapaceando. Treinadores e professores muitas vezes incentivam essas trapaças. As cores da equipe da Central High School são vermelho brilhante e branco prateado.
A Pembrooke Academy é uma escola particular frequentada pelos irmãos Cheryl e Jason Blossom e seus amigos esnobes Bunny e Cedric. Eles olham para os alunos de Riverdale com um ar de superioridade, considerando-os como "aldeões" e (com exceção dos gêmeos Blossom), eles não associam-se voluntariamente a eles. Outras escolas que se apresentaram como escolas rivais de Riverdale incluem Hadley High e Southside High.

## Referências culturais

Imagens das referências da Archie Comics em The Simpsons. Na primeira e segunda imagem, são do episódio "Sideshow Bob Roberts". Na terceira de "Lisa the Tree Hugger" e na quarta de "How Lisa Got Her Marge Back".